# 四苯硼酸根
四苯硼酸根（Tetraphenylborate，IUPAC名稱：Tetraphenylboranuide）是以硼原子為中心，連接四個苯基的有机硼离子。四苯硼酸鹽會有解偶聯的氧化磷酸化。
四苯硼酸根的衍生物中，有一種是將四個苯基都改為間二(三氟甲基)苯基，所形成的陰離子是[B[3,5-(CF3)2C6H3]4]−，簡稱為[BArF4]−或BARF，其中的ArF是氟化苯基，BARF的配位能力很弱，可以作為非配位阴离子，用來研究亲电性更强的阳离子。